# Aspidontus taeniatus
Aspidontus taeniatus là một loài cá biển thuộc chi Aspidontus trong Họ Cá mào gà. Loài cá này được mô tả lần đầu tiên vào năm 1834.
A. taeniatus được biết đến với khả năng bắt chước loài cá dọn vệ sinh cá dọn vệ sinh Labroides dimidiatus. Nhưng không như L. dimidiatus, A. taeniatus thường cắn vây của những loài cá "khách hàng", chủ yếu là những cá thể chưa trưởng thành, hơn là ăn những loài ký sinh.

## Từ nguyên
Tính từ định danh của loài cá này, taeniatus, trong tiếng Latinh có nghĩa là "có sọc", hàm ý đề cập đến dải sọc đen nổi bật trên cơ thể cá trưởng thành.

## Phạm vi phân bố và môi trường sống
Trước đây, A. taeniatus được cho là có phạm vi phân bố rộng khắp Tây và Trung Thái Bình Dương, thưa thớt hơn ở Đông Ấn Độ Dương. Loài cá này đã được ghi nhận dọc theo vùng bờ biển của bang Tây Úc và hầu hết vùng biển các nước Đông Nam Á (trừ khu vực vịnh Thái Lan, băng qua một phần Biển Đông trải dài xuống biển Java); phía bắc trải dài đến đảo Đài Loan và vùng biển phía nam Nhật Bản; phía nam giới hạn đến bờ biển phía đông Úc (từ bang Queensland đến bang New South Wales); mở rộng phạm vi về phía đông đến hầu hết các đảo quốc, quần đảo thuộc châu Đại Dương (xa nhất là đến Polynésie thuộc Pháp). A. taeniatus sống gần các rạn san hô viền bờ và các rạn san hô trong các đầm phá ở độ sâu đến 25 m.
Tuy nhiên, vào năm 2020, các nhà ngư học nhận thấy, Aspidontus tractus, một loài trước đây được công nhận là loài hợp lệ có phạm vi phân bố rộng khắp Ấn Độ Dương lại có chung kiểu đơn bội ty thể với A. taeniatus. Do đó, A. tractus được xem là một danh pháp đồng nghĩa với A. taeniatus.

## Loài bắt chước

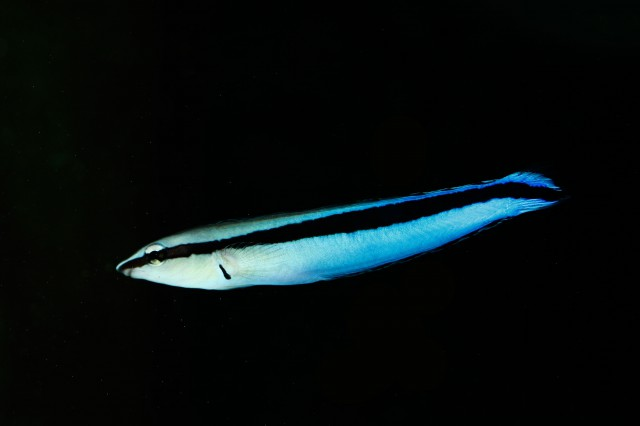
Một cá thể A. taeniatus

### Hình thái
Chiều dài cơ thể tối đa được ghi nhận ở A. taeniatus là 11,5 cm. Loài này có thân mảnh, thuôn dài với mõm nhọn. Màu sắc trên cơ thể của chúng hoàn toàn giống hệt với L. dimidiatus.
Cơ thể của A. taeniatus trưởng thành có màu trắng xám; phần thân sau có màu xanh lam sáng. Một dải sọc đen từ mõm băng qua mắt, chạy dài đến vây đuôi; sọc này mở rộng hơn khi đi qua thân sau. Vây đuôi cụt, hơi bo tròn, rìa trên và dưới có màu xanh ánh kim. Tuy nhiên, A. taeniatus có miệng nằm bên dưới mõm, trong khi miệng của L. dimidiatus lại nằm ngay đỉnh mõm, là điểm phân biệt giữa hai loài này. Vây bụng của cả hai loài cũng có sự khác biệt, đều mang đặc điểm của họ mà chúng thuộc về.
Ngoài mẫu màu phổ biến kể trên, L. dimidiatus còn có thêm hai biến thể màu sắc khác được ghi nhận, và cả hai đều được A. taeniatus lấy làm hình mẫu để bắt chước. Ở quần đảo Société và Tuamotu, A. taeniatus bắt chước L. dimidiatus có thêm một khoảng màu cá hồi (hồng cam nhạt) ở giữa thân, bên dưới sọc đen. Còn ở khu vực Nam Thái Bình Dương (từ quần đảo Samoa trải dài đến biển San Hô), cả A. taeniatus và L. dimidiatus đều có một khoảng màu vàng tươi ở thân sau, chồng lên màu đen của dải sọc ở khu vực này.
Cá đang trưởng thành của A. taeniatus cũng có màu sắc hoàn toàn giống với L. dimidiatus: cơ thể có màu đen với một dải màu xanh lam sáng từ đỉnh đầu dọc theo lưng.
Số gai ở vây lưng: 10 - 12; Số tia vây ở vây lưng: 26 - 28; Số gai ở vây hậu môn: 2; Số tia vây ở vây hậu môn: 25 - 28; Số tia vây ở vây ngực: 13 - 15.

### Làm vệ sinh và tấn công "khách hàng"

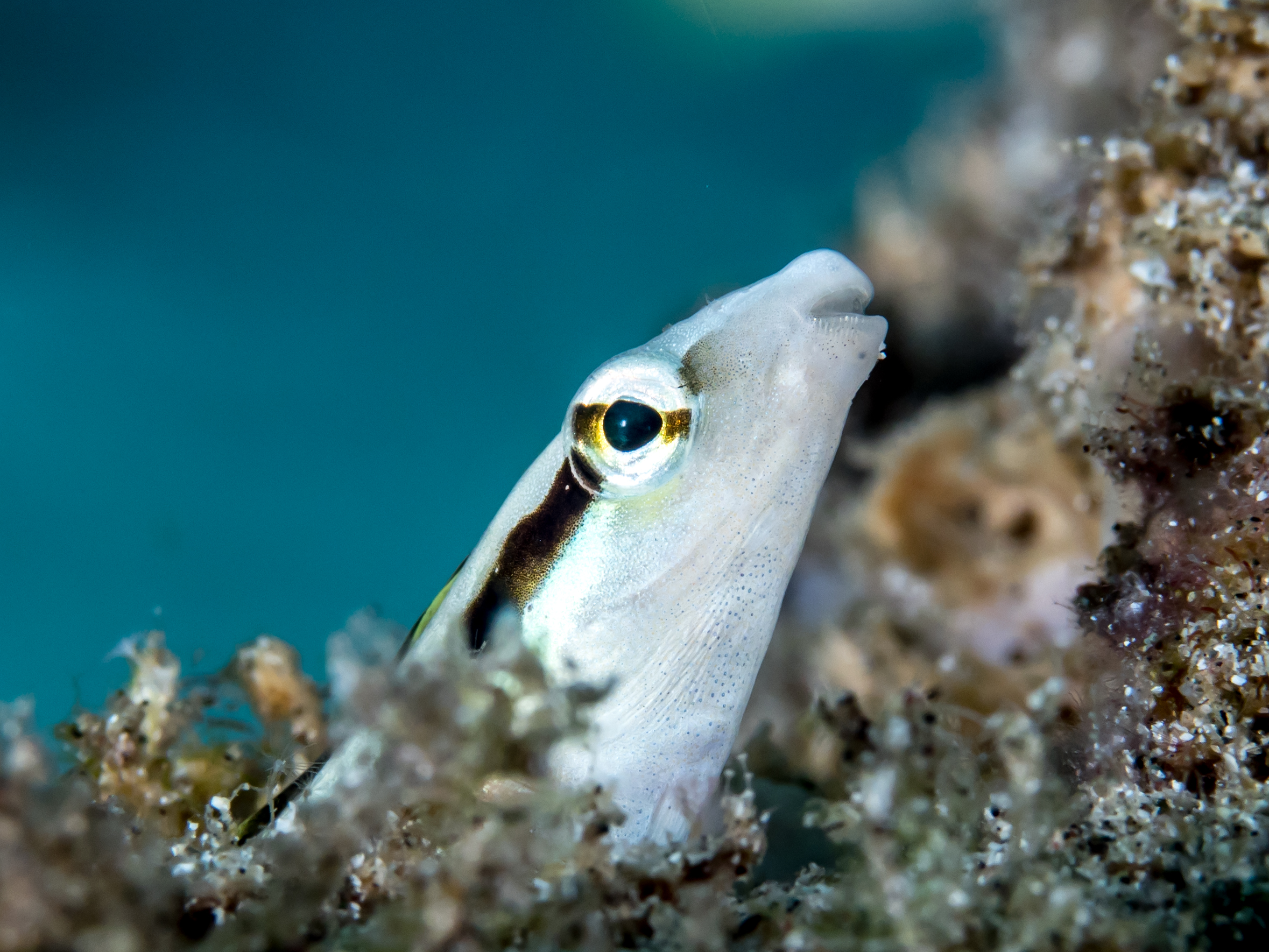
Phần đầu của A. taeniatus (để ý miệng nằm dưới mõm)

Không những bắt chước về hình thái, A. taeniatus cũng bắt chước cả hành vi làm vệ sinh cho những loài cá lớn của L. dimidiatus. Ở L. dimidiatus, chúng sẽ "trình diễn" những "điệu nhảy" đặc trưng để ra hiệu cho những loài động vật khác biết rằng mình là cá dọn vệ sinh. A. taeniatus cũng thực hiện những động tác như L. dimidiatus, vây đuôi xòe ra với phần sau của cơ thể chuyển động lên xuống để mời gọi "những vị khách" đến.
Quan sát cận cảnh cấu tạo của răng ở A. taeniatus cho thấy, chúng có một cặp răng nanh khá lớn ở hàm dưới, và răng của chúng hoàn toàn không phù hợp với việc ăn tảo. Trong một lần khảo sát, người ta nhận thấy, dạ dày của A. taeniatus có chứa trứng cá và một phần xúc tu của giun nhiều tơ thuộc họ Sabellidae. Đây cũng là nguồn thức ăn chính của A. taeniatus, trứng cá và xúc tu của giun nhiều tơ. Ngoài ra, một điều đáng chú ý là những mảnh vụn của vây cá đã được phát hiện trong dạ dày của A. taeniatus.
Trong một lần quan sát ở ngoài khơi Moorea, A. taeniatus được ghi nhận là đã ăn một mảnh vây của một cá thể gần trưởng thành thuộc loài Stegastes nigricans. Ban đầu, A. taeniatus từ từ tiếp cận S. nigricans theo cách mà những loài cá dọn vệ sinh hay thực hiện. Khi chỉ còn cách đó không bao xa, A. taeniatus nhanh chóng bơi về phía S. nigricans, giật lấy vây của S. nigricans và rút lui với tốc độ nhanh đến kinh ngạc.
Dù bắt chước hành vi làm vệ sinh của L. dimidiatus, nhưng là một loài ăn vây cá, A. taeniatus thỉnh thoảng lại xé vây của những loài cá "khách hàng" trong quá trình làm vệ sinh cho những loài cá này. Tuy nhiên, những "vị khách hàng" đã trưởng thành lại có khả năng phân biệt được A. taeniatus và L. dimidiatus. Khi được một cá thể A. taeniatus tiếp cận, "vị khách" trưởng thành sẽ bơi ra một khoảng xa hơn khoảng cách mà A. taeniatus có thể tăng tốc băng qua. Trong nhiều trường hợp, những loài "khách hàng" được quan sát là đuổi theo tấn công một cá thể A. taeniatus. Vì lý do này, A. taeniatus thường tiếp cận những "vị khách hàng" là cá con hoặc cá gần trưởng thành.

### Mục đích của việc bắt chước
Mặc dù A. taeniatus bắt chước L. dimidiatus cả về hình thái lẫn tập tính, nhưng lý do chính cho việc bắt chước không phải là để tiếp cận và tấn công cá "khách hàng", mà là để tránh sự săn mồi của những loài lớn hơn, đặc biệt là những loài cá không săn mồi trên L. dimidiatus.

## Kiếm ăn
Ở Nhật Bản, A. taeniatus kiếm ăn chủ yếu trên bốn loại: xúc tu của giun Spirobranchus giganteus, rìa vỏ của sò tai tượng Tridacna crocea, trứng của những loài cá thia biển và vây cá. Tuy nhiên, nhiều nghiên cứu chỉ ra rằng, hành động cắn vây ít có khả năng là một hành động kiếm ăn chính trong tự nhiên đối với A. taeniatus.
Hành vi cắn vây những loài cá khác được ghi nhận ở những cá thể A. taeniatus có kích thước nhỏ lại cao hơn đáng kể so với những cá thể đồng loại lớn hơn. Người ta nhận thấy, tần suất kiếm ăn trên vây cá ở A. taeniatus giảm dần khi cơ thể phát triển, trong khi đó, tần suất kiếm ăn trên trứng cá lại tăng lên đáng kể theo sự phát triển của cơ thể.
Để hiểu hơn về hành vi kiếm ăn trên vây cá ở A. taeniatus, các nhà ngư học đã tiến hành khảo sát tại hai địa điểm ở ngoài khơi Okinawa (miền nam Nhật Bản), nơi có sự chênh lệch về nguồn thức ăn mà A. taeniatus ưa thích. Kết quả cho thấy, tần suất cắn vây ở những cá thể A. taeniatus nhỏ ở đảo Ishigaki, nơi mà S. giganteus và T. crocea rất hiếm, cao hơn rất nhiều so với quần thể ở đảo Sesoko, nơi mà S. giganteus và T. crocea khá dồi dào. Vì vậy, có thể kết luận rằng, hành vi cắn vây cá xuất hiện ở A. taeniatus khi nguồn thức ăn ở đáy (trứng cá, giun nhiều tơ và sò tai tượng) trở nên khan hiếm ở khu vực mà chúng sinh sống.
Khi kiếm ăn trên trứng cá, A. taeniatus sẽ bị những con cá chịu trách nhiệm bảo vệ trứng kịch liệt tấn công, nhưng A. taeniatus thường thành công trong việc đột nhập vào tổ của kẻ địch bằng cách hợp lại thành một nhóm và cùng kiếm ăn.

### Trích dẫn
- John E. Randall (2005). "A Review of Mimicry in Marine Fishes" (PDF). Zoological Studies. Quyển 44 số 3. tr. 299–328. Bản gốc (PDF) lưu trữ ngày 11 tháng 7 năm 2021. Truy cập ngày 30 tháng 1 năm 2021.
- John E. Randall; Helen A. Randall (1960). "Examples of Mimicry and Protective Resemblance in Tropical Marine Fishes". Bulletin of Marine Science of the Gulf and Caribbean. Quyển 10 số 4. tr. 444–480.
- Aspidontus taeniatus, False cleanerfish at FishBase
- Aspidontus taeniatus at ITIS
- Hình ảnh của Aspidontus taeniatus trên Sealife Collection.